# Tumorzytogenetik
Die Tumorzytogenetik ist ein Teilgebiet der Zytogenetik (Chromosomenforschung), das sich mit der genetischen Erforschung von Tumoren befasst. Dabei werden vor allem Chromosomenveränderungen in Tumorgewebe erforscht, die Hinweise auf den Tumortyp und seinen Malignitätsgrad geben können. Die Tumorzytogenetik hat eine besondere Bedeutung in der Diagnostik von tumorartigen Erkrankungen des Knochenmarks wie z. B. Leukämie.

## Geschichte
Die Anfänge der Tumorzytogenetik reichen bis ins 19. Jahrhundert zurück. Der deutsche Pathologe David Paul von Hansemann berichtete schon 1890 von auffälligen Strukturen des Zellkerns und gestörten Figuren der Zellteilung in histologischen Schnitten von Karzinomgewebe. Er vermutete bereits einen Zusammenhang zwischen diesen Anomalien und der Krebsentstehung. Im Jahr 1914 stellte der deutsche Zoologe Theodor Boveri die Chromosomenhypothese der Tumorentstehung auf. Danach werden durch Chromosomenveränderungen in einer Zelle die Voraussetzungen für malignes Wachstum geschaffen. Es dauerte dann aber noch viele Jahre bis 1960 erstmals eine spezifische Chromosomenanomalie bei einer menschlichen Tumorerkrankung beschrieben werden konnte. Sie erhielt den Namen „Philadelphia-Chromosom“, weil sie in einem Labor in Philadelphia entdeckt worden war. Dort wurde festgestellt, dass in den Zellen aus dem Knochenmark von Patienten mit chronisch-myeloischer Leukämie (CML) ein kleines verkürztes Chromosom so regelmäßig auftritt, dass sein Nachweis für diagnostische Zwecke genutzt werden kann. Im Jahr 1967 konnte dann beim Meningeom nachgewiesen werden, dass bei diesem gutartigen Tumor der Hirnhaut auch eine typische zytogenetische Veränderung in Form des Verlustes eines ganzen Chromosoms vorliegt.
Durch die schnelle Weiterentwicklung der zytogenetischen Bänderungstechniken wurde 1972 der Nachweis möglich, dass beim Meningeom ein Chromosom 22 verloren geht. Auch bei der Entstehung des Philadelphiachromosoms ist das Chromosom 22 betroffen, es geht aber kein Chromosomenmaterial verloren, sondern zwischen den Chromosomen 22 und 9 findet ein Stückaustausch (reziproke Translokation) statt. In den Folgejahren wurden bei einer Vielzahl von menschlichen Tumorerkrankungen mehr oder minder spezifische Chromosomenanomalien entdeckt, die sowohl für die Beurteilung der Malignität als auch für die Überwachung der Therapie eine wichtige Rolle spielen. Aufgrund neuer molekulargenetischer Methoden wurde es möglich, viele dieser Chromosomenanomalien direkt in den Kernen von Tumorzellen sichtbar zu machen, ohne eine vollständige Chromosomenanalyse durchführen zu müssen. Dadurch konnten sehr viel einfacher und schneller spezifische Chromosomenanomalien in Tumorgewebe nachgewiesen werden.
Mit Hilfe der Tumorzytogenetik wurde es auch möglich, eine ganze Reihe von Genen im menschlichen Chromosomensatz zu lokalisieren, die mit der Entstehung von Tumoren in Zusammenhang stehen. Ein Beispiel dafür ist das ABL-Onkogen, das normalerweise auf Chromosom 9 liegt und dort als streng reguliertes Wachstumsgen fungiert. Bei der Bildung des Philadelphia-Chromosoms im Rahmen einer 9/22-Translokation, wird dieses Gen auf das Chromosom 22 in die BCR-Region verlagert, wodurch ein BCR/ABL Fusionsgen entsteht. Dieses Gen produziert weitgehend unkontrolliert ein Fusionsprotein mit einer Tyrosinkinase-Aktivität, das im Knochenmark einen bestimmten Zelltyp verstärkt zur Zellteilung anregt, wodurch ein leukämischer Zellklon entsteht. Dieser Befund hat zur Entwicklung der Tyrosinkinase-Hemmer geführt, die inzwischen eine wichtige Rolle in der Tumortherapie spielen.